# Jimmy Lai
Jimmy Lai Chee-ying (kinesiska: 黎智英; Jyutping: Lai4 Zi3 Jing1), född den 8 december 1947, är en hongkongsk affärsman och demokratiaktivist. Han är känd bl.a. som tidningen Apple Dailys ägare.

## Biografi
Lai är född i Guangzhou i republiken Kina år 1947. Familjen var rik men förlorade allt sedan kommunisterna hade tagit över på kinesiska fastlandet och behövde fly till Hongkong då Lai var tolv år gammal. Enligt Lai själv anlände han som båtflykting och jobbade i en textilfabrik och fick lön om cirka åtta HK$ per månad. Där lärde han också sig engelska.
Lai är katolik. Han har varit gift två gånger och har totalt sex barn från dessa äktenskap. Utöver medborgarskap i Hongkong har han också brittiskt medborgarskap sedan 1996.

## Karriär och aktivism
Det första företaget som Lai grundade var Giordano som säljer kläder. Företaget är aktiv fortfarande idag och har butiker i 30 olika länder, mestadels i Asien. Enligt Lai kom namnet till företaget från en servett i en pizzeria i New York. Lai tänkte att om en klädbutik har ett namn som låter italiensk får den mer kunder.

### Början av aktivism
Lai började aktivt kampanja för demokrati i Hongkong år 1989 efter massakern på Himmelska fridens torg. Lai själv började skriva kinakritiska krönikor för tidningar och Giordano började sälja tröjor som hade slogans som var populära bland demonstrerande studenter.

### Apple Daily
År 1994 skrev Lai en krönika i en tidning som ägdes av hans eget bolag, Next. I sin kolumn kallades Kinas premiärminister Li Peng som "Pekings slaktare". Som hämnd slog kommunistpartiet till Lais företag på fastlandet. Enligt Lai var detta gnistan till att grunda en ny anti-pekingsk tidning som sedan fick namnet Apple Daily. Han spenderade 100 miljoner HK$ på detta bara några år innan Hongkong överlämnades till Kina från Storbritannien.
Tidningen stoppades av myndigheterna snart efter Hongkongs säkerhetslag trädde i kraft. Den sista upplagan publicerades den 24 juni 2021.

## Lai och säkerhetslagen
Under sommaren 2020 trädde Hongkongs nationella säkerhetslag i kraft. Den ger Peking stora maktbefogenheter att begränsa frihet som Hongkong hade lovats efter överlämnandet.

### Anklagelser och straff
Lai angreps i augusti 2020 för att han brutit mot den nationella säkerhetslagen. I december 2021 dömdes han till 13 månader i fängelse för att ha brutit mot säkerhetslagen.
I augusti 2020 försökte Lai enligt Kinas kustbevakning fly tillsammans med elva andra personer från Hongkong med en motorbåt. Enligt anklagelsen försökte de fly till Taiwan.